# Mary Carterová
Mary Carterová, provdaná Reitanová (* 29. listopadu 1934 Sydney) je bývalá australská tenistka. Dvakrát vyhrála australské mistrovství ve dvouhře (1956, 1959). Během celé své kariéry (1954-1962) došla na tomto turnaji v singlu vždy aspoň do semifinále, s výjimkou ročníku 1957, kdy vypadla ve čtvrtfinále. Na domácím grandslamu se jí dařilo i ve čtyřhře, roku 1961 turnaj vyhrála ve dvojici s krajankou Margaret Courtovou. V mixu došla v Melbourne roku 1961 do finále, po boku Johna Pearce. Na jiných grandslamech se jí ve dvouhře tolik nedařilo (maximem čtvrtfinále v Paříži 1959), na americký nejezdila vůbec. Ve čtyřhře bylo jejím největším mimoaustralským úspěchem semifinále ženského deblu na francouzském mistrovství v roce 1959. V roce 1962 ukončila hráčskou kariéru a stala se trenérkou. Roku 2021 byla uvedena do Australské tenisové síně slávy, byť restrikce kvůli pandemii covidu-19 jí znemožnily se zúčastnit ceremonie v Aréně Roda Lavera. Přesto přijala poctu s dojetím - "Myslela jsem, že na mě všichni zapomněli," komentovala to ve svých 86 letech. Australský tisk jí v časech její slávy přezdíval "Little Miss Poker Face", pro její vážný a bezemocionální výraz při hře.